# Supercopa de los Países Bajos 1992
La Supercopa de los Países Bajos 1992 (Nederlandse Supercup 1992 en neerlandés) fue la 3.ª edición de la Supercopa de los Países Bajos. El partido se jugó el 12 de agosto de 1992 en el Stadion Feyenoord entre el PSV Eindhoven, campeón de la Eredivisie 1991-92 y el Feyenoord Rotterdam, campeón de la KNVB Beker 1991-92. PSV ganó por 1-0 en el Stadion Feyenoord con la asistencia de 32 650 espectadores.
| PSV Eindhoven       |  | Bandera de los Países Bajos |  | Campeón de la Eredivisie 1991-92               |
| Feyenoord Rotterdam |  | Bandera de los Países Bajos |  | Campeón de la Copa de los Países Bajos 1991-92 |

## Partido
| 12 de agosto de 1992, 18:00 | PSV Eindhoven | 1:0 (0:0) | Feyenoord Rotterdam | Stadion Feyenoord, Róterdam                                    |                                                                |
|                             | Koeman 25'    | Reporte   |                     | Asistencia: 32.650 espectadores Árbitro(s): Mario van der Ende | Asistencia: 32.650 espectadores Árbitro(s): Mario van der Ende |

| 1          | Guardameta     | Hans van Breukelen |     |
| 2          | Defensa        | Ernest Faber       |     |
| 3          | Defensa        | Gheorghe Popescu   |     |
| 8          | Defensa        | Adri van Tiggelen  |     |
| 5          | Defensa        | Jan Heintze        |     |
| 6          | Centrocampista | Gerald Vanenburg   | 46' |
| 7          | Centrocampista | Juul Ellerman      |     |
| 4          | Centrocampista | Erwin Koeman       |     |
| 11         | Centrocampista | Arthur Numan       |     |
| 9          | Delantero      | Romário            |     |
| 10         | Delantero      | Thomas Thorninger  |     |
| Entrenador | Entrenador     | Hans Westerhof     |     |

| 1          | Guardameta     | Ed de Goey         |     |
| 5          | Defensa        | Errol Refos        |     |
| 4          | Defensa        | John Metgod        |     |
| 3          | Defensa        | John de Wolf       |     |
| 7          | Defensa        | Ulrich van Gobbel  |     |
| 6          | Centrocampista | Arnold Scholten    |     |
| 2          | Centrocampista | Henk Fraser        |     |
| 10         | Centrocampista | Rob Witschge       |     |
| 12         | Delantero      | Gaston Taument     | 80' |
| 9          | Delantero      | Mike Obiku         |     |
| 11         | Delantero      | Regi Blinker       | 65' |
| Entrenador | Entrenador     | Willem van Hanegem |     |

| 15 | Centrocampista | Dick Schreuder | 46' |

| 8 | Delantero | József Kiprich | 61' |

| Anotado | 25' | Erwin Koeman | 1-0 |

| Amonestado | ' | Ernest Faber |
| Amonestado | ' | Erwin Koeman |
| Amonestado | ' | Romário      |

| Amonestado | ' | Arnold Scholten |
| Amonestado | ' | Henk Fraser     |

|  |

|  |

| Árbitro             | Mario van der Ende          |
| Árbitros asistentes | Bandera de los Países Bajos |
| Árbitros asistentes | Bandera de los Países Bajos |
| Cuarto Árbitro      | Bandera de los Países Bajos |

| 1          | Guardameta     | Hans van Breukelen |     |
| 2          | Defensa        | Ernest Faber       |     |
| 3          | Defensa        | Gheorghe Popescu   |     |
| 8          | Defensa        | Adri van Tiggelen  |     |
| 5          | Defensa        | Jan Heintze        |     |
| 6          | Centrocampista | Gerald Vanenburg   | 46' |
| 7          | Centrocampista | Juul Ellerman      |     |
| 4          | Centrocampista | Erwin Koeman       |     |
| 11         | Centrocampista | Arthur Numan       |     |
| 9          | Delantero      | Romário            |     |
| 10         | Delantero      | Thomas Thorninger  |     |
| Entrenador | Entrenador     | Hans Westerhof     |     |

| 1          | Guardameta     | Ed de Goey         |     |
| 5          | Defensa        | Errol Refos        |     |
| 4          | Defensa        | John Metgod        |     |
| 3          | Defensa        | John de Wolf       |     |
| 7          | Defensa        | Ulrich van Gobbel  |     |
| 6          | Centrocampista | Arnold Scholten    |     |
| 2          | Centrocampista | Henk Fraser        |     |
| 10         | Centrocampista | Rob Witschge       |     |
| 12         | Delantero      | Gaston Taument     | 80' |
| 9          | Delantero      | Mike Obiku         |     |
| 11         | Delantero      | Regi Blinker       | 65' |
| Entrenador | Entrenador     | Willem van Hanegem |     |

| 15 | Centrocampista | Dick Schreuder | 46' |

| 8 | Delantero | József Kiprich | 61' |

| Anotado | 25' | Erwin Koeman | 1-0 |

| Amonestado | ' | Ernest Faber |
| Amonestado | ' | Erwin Koeman |
| Amonestado | ' | Romário      |

| Amonestado | ' | Arnold Scholten |
| Amonestado | ' | Henk Fraser     |

|  |

|  |

| Árbitro             | Mario van der Ende          |
| Árbitros asistentes | Bandera de los Países Bajos |
| Árbitros asistentes | Bandera de los Países Bajos |
| Cuarto Árbitro      | Bandera de los Países Bajos |

| Bandera de los Países Bajos      |
| Campeón PSV Eindhoven 1.º título |